# Manuel Luis Quezon
Manuel Luis Quezon y Molina (ur. 19 sierpnia 1878 w pobliżu Manili, zm. 1 sierpnia 1944 w Saranac Lake w stanie Nowy Jork w Stanach Zjednoczonych) – filipiński polityk i przywódca narodowy, pierwszy prezydent Wspólnoty Filipin od 15 listopada 1935 do swej śmierci; założyciel miasta Quezon City.

## Życiorys
Syn katolickich nauczycieli, którzy spodziewali się, że poświęci się karierze księdza. Przyłączył się do Emilio Aguinaldo, który walczył z Hiszpanami, a następnie z Amerykanami. W wieku 25 lat Quezon był już zarządcą plantacji kościelnej, po czym podjął pracę w administracji państwowej. Początkowo pracował w niej w służbie Amerykanów. W 1903 został adwokatem. Od 1907 do 1909 deputowany do parlamentu filipińskiego, został następnie wysłany do Waszyngtonu jako komisarz z misją sprezentowania Kongresowi tego, czego potrzebują Filipiny W 1916 powrócił do ojczyzny w glorii bohatera narodowego z powodu osiągnięcia, jakim było nakłonienie Kongresu zdominowanego przez Partię Demokratyczną do przyjęcia ustawy, która zezwalała Filipińczykom na posiadanie własnego Senatu i dzierżenie kontroli nad swymi wydatkami i podatkami. Uznany za przywódcę Partii Narodowej i wybrany przewodniczącym Senatu, napotkał brak poparcia ze strony amerykańskiej Partii Republikańskiej dla swego programu. Skutkiem tego było zamrożenie sprawy niepodległości dla Filipin do czasu, aż prezydenturę w USA objął Franklin Delano Roosevelt.
W 1935 Quezon został wybrany na pierwszego w historii prezydenta Republiki Filipin. Do 1941 w sposób energiczny rządził wyspami, kontrolując wszystkie nominacje, produkcję żywności, opiekę społeczną i budownictwo mieszkaniowe. Po japońskiej agresji na Pearl Harbor w grudniu 1941 wyjechał wspólnie z amerykańskim generałem Douglasem McArthurem z kraju do Stanów Zjednoczonych, powierzając władzę Jose P. Laurelowi z powodu jego odpowiednich relacji z Japończykami. Najpierw trafił do Australii, a następnie znalazł się w Waszyngtonie, gdzie zasiadał w Radzie Wojennej Pacyfiku oraz stworzył rząd emigracyjny.
Po zakończeniu II wojny światowej kolaborujący z Japończykami Laurel utrzymywał, że wykonywał polecenia Quezona w sprawie współpracy z Japonią; zmarły w 1944 Quezon nie mógł jednak potwierdzić tych rewelacji.
Zmarł na gruźlicę.

## Upamiętnienie
Jego wizerunek znajduje się na filipińskiej monecie obiegowej o nominale 20 peso bitej w latach 2019-2020. 